# HMS Levant (1758)
Pour les autres navires du même nom, voir HMS Levant.
Le HMS Levant est une frégate de sixième rang de classe Coventry portant 28 canons ayant servi dans la Royal Navy. Elle participe notamment à la guerre de Sept Ans et à la guerre d'indépendance des États-Unis. Principalement chasseur de corsaires, le navire est également conçu pour s'opposer aux petites frégates françaises, mais avec une coque plus large et une construction plus robuste au détriment de la vitesse et de la maniabilité.

## Histoire
Lancé en 1758, le Levant est affecté à la Jamaica Station (en) de Port Royal (Jamaïque) à partir de 1759 et fait ses preuves en battant neuf navires français au cours de ses trois premières années en mer. Il participe également à l'expédition britannique contre la Martinique en 1762, mais ne joue aucun rôle dans la défaite des forces françaises à Fort Royal.
Il est retiré du service à la suite de la déclaration de paix de la Grande-Bretagne avec la France en 1763, mais est remis en service en 1766 pour patrouiller dans les Caraïbes. Désarmé pour la deuxième fois en 1770, il est réintégré au début de la guerre d'indépendance des États-Unis et envoyé en Méditerranée, intégrant une petite escadre britannique basée à Gibraltar. Au cours des trois années suivantes, il capture ou coule un total de quatorze embarcations ennemies, dont un corsaire américain de 18 canons. En 1779, il rapporte la nouvelle d'une attaque espagnole imminente contre Gibraltar, avant que l'Espagne ne déclare la guerre à la Grande-Bretagne.
Plus tard cette année, le navire vieillissant est finalement retiré du service, et son équipage réparti sur d'autres navires. Il est démoli au chantier naval de Deptford en 1780, après avoir obtenu un total de 31 victoires au cours de 21 ans en mer.